# Chill filtering
Il chill filtering, letteralmente "filtraggio a freddo", è un'operazione che si realizza  nel momento di imbottigliare il distillato con lo scopo di togliere le impurità (residui del legno e sostanze grasse ricche di aromi) che si sono formate nel periodo di invecchiamento nella botte.
Il filtraggio solitamente avviene attraverso fogli di cellulosa e viene effettuato a temperature variabili tra i 4 °C e i -10 °C. Più la temperatura è bassa, più le sostanze grasse solidificano e quindi la filtrazione risulta efficace. Però se in questa operazione il whisky guadagna in brillantezza e limpidezza, perde in aroma.